# Ceratozetella denaliensis
Ceratozetella denaliensis är en kvalsterart som först beskrevs av Valerie M. Behan-Pelletier 1985.  Ceratozetella denaliensis ingår i släktet Ceratozetella och familjen Ceratozetidae.

## Underarter
Arten delas in i följande underarter:
- C. d. denaliensis
- C. d. minor